# Світ-Грасс (Монтана)
Світ-Грасс (англ. Sweet Grass) — переписна місцевість (CDP) в США, в окрузі Тул штату Монтана. Населення — 65 осіб (2020).

## Географія
Світ-Грасс розташований за координатами 48°59′34″ пн. ш. 111°58′1″ зх. д. / 48.99278° пн. ш. 111.96694° зх. д. (48.992838, -111.967027).  За даними Бюро перепису населення США в 2010 році переписна місцевість мала площу 1,23 км², уся площа — суходіл.

## Демографія
Згідно з переписом 2010 року, у переписній місцевості мешкало 58 осіб у 34 домогосподарствах у складі 15 родин. Густота населення становила 47 осіб/км².  Було 53 помешкання (43/км²).
Расовий склад населення:
| - 96,6 % — білих - 1,7 % — корінних американців |

До двох чи більше рас належало 1,7 %. Частка іспаномовних становила 3,4 % від усіх жителів.
За віковим діапазоном населення розподілялося таким чином: 6,9 % — особи молодші 18 років, 72,4 % — особи у віці 18—64 років, 20,7 % — особи у віці 65 років та старші. Медіана віку мешканця становила 52,0 року. На 100 осіб жіночої статі у переписній місцевості припадало 107,1 чоловіків;  на 100 жінок у віці від 18 років та старших — 107,7 чоловіків також старших 18 років.
Середній дохід на одне домашнє господарство  становив 69 424 долари США (медіана — 83 929), а середній дохід на одну сім'ю — 63 844 долари (медіана — 83 214). За межею бідності перебувало 25,9 % осіб, у тому числі 0,0 % дітей у віці до 18 років та 57,7 % осіб у віці 65 років та старших.
Цивільне працевлаштоване населення становило 30 осіб. Основні галузі зайнятості: публічна адміністрація — 56,7 %, транспорт — 23,3 %, мистецтво, розваги та відпочинок — 10,0 %, сільське господарство, лісництво, риболовля — 10,0 %.